# Moreno Valley
Moreno Valley és una ciutat ubicada al Comtat de Riverside a Califòrnia, Estats Units d'Amèrica, de 180.466 habitants segons el cens de l'any 2000 i amb una densitat de 1.065,7 per km². Moreno Valley és la 117a ciutat més poblada del país. Es troba a uns 100 quilòmetres per carretera de Los Angeles. L'actual alcalde és Richard Stewart.